# ツメクサ
ツメクサ（爪草、学名：Sagina japonica (Sw.) Ohwi）は、ナデシコ科ツメクサ属に分類される一年生植物の1種。道端にごく普通に見られる。

## 特徴
草丈は5cmから大きくなると15cmになることもあるが、道端などでは1cmに満たない姿で見られることもある。全体に黄緑色から深緑、つやがあるが茎の上部には短粘毛を生じる。茎は下部でよく分枝し、その先の茎は立つか這う。茎には節があって葉を対生する。
葉は線形、長さ8-20mm、幅0.8-1.5mm、先端はとがってその先はさらに針状に突き出す。基部は対になる葉と膜質でつながって短い筒状になる。托葉はない。
花は4-7月にかけてつく。経は4mmで、萼片と白色の花弁が5枚ずつある。おしべは5本で、先端が5裂しためしべが1本ある。果実はほぼ球形で、熟すと先端が5裂して種子が出る。種子は黒色で、経は0.4-0.5mm、表面全体に突起がある。
和名は、鳥の爪のような形状をした葉に由来する説、葉の形を切った爪と見立てたものとする説などがある。

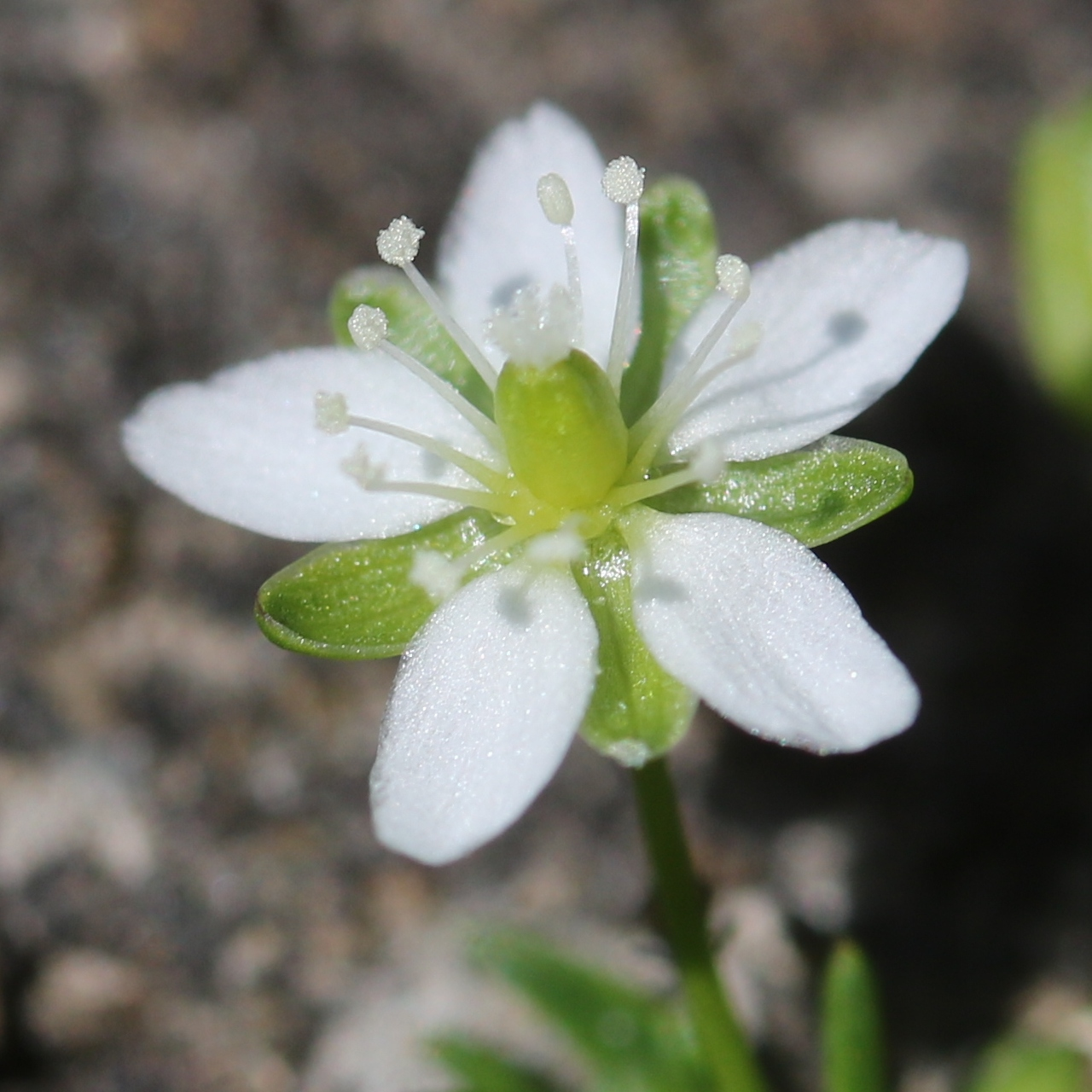
花
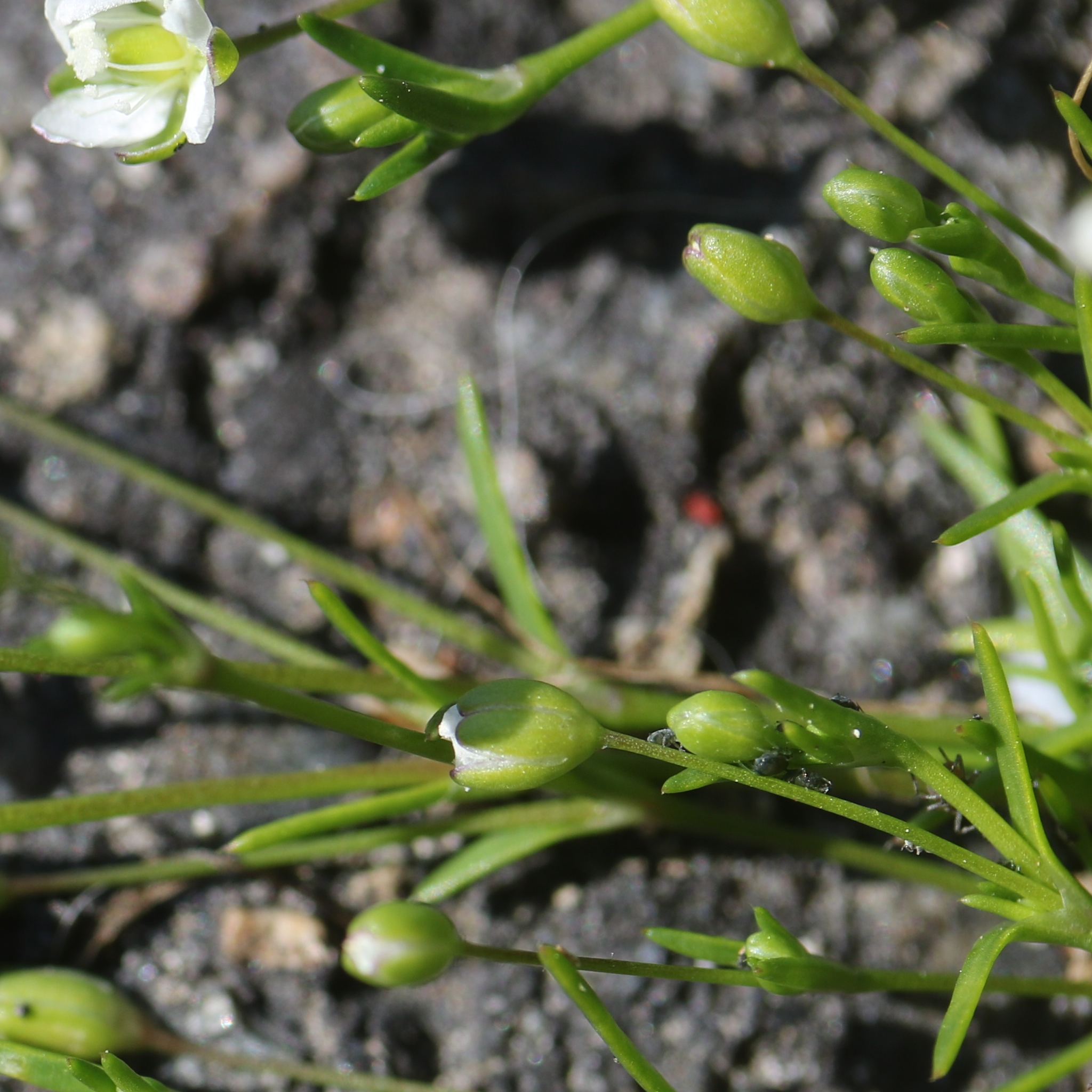
蕾
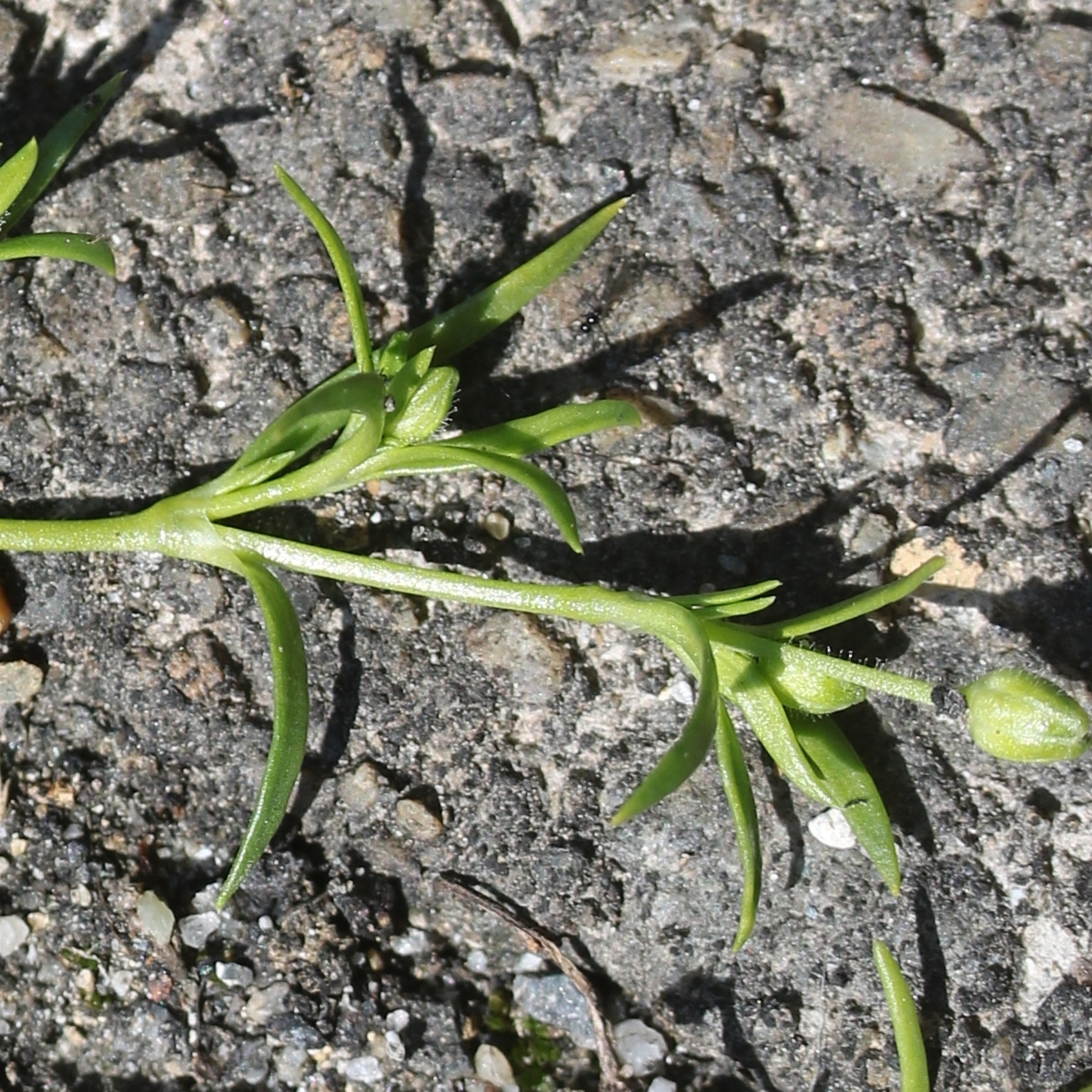
葉